# Тарауака (мікрорегіон)

Тарауака на карті штату Акрі

Тарауака (порт. Microrregião de Tarauacá) — мікрорегіон в Бразилії. Входить в штат Акрі. Складова частина мезорегіону Валі-ду-Журуа. Населення становить 74 579 осіб на 2010 рік. Займає площу 53 503,774 км². Густота населення — 1,39 ос./км².

## Склад мікрорегіону
До складу мікрорегіону включені наступні муніципалітети:
1. Фейжо
2. Жордан
3. Тарауака

## Населення
Згідно з даними, зібраними під час перепису 2010 р. Національним інститутом географії і статистики (IBGE), населення мікрорегіону становить:
| Повне населення                               | Повне населення                               | Повне населення                               | Повне населення                               | 74 579 |
| --------------------------------------------- | --------------------------------------------- | --------------------------------------------- | --------------------------------------------- | ------ |
| в тому числі:                                 | Міське населення                              | 38 259                                        | Відсоток міського населення, %                | 51,30  |
|                                               | Сільське населення                            | 36 320                                        | Відсоток сільського населення, %              | 48,70  |
|                                               | Чоловіче населення                            | 38 481                                        | Відсоток чоловічого населення, %              | 51,60  |
|                                               | Жіноче населення                              | 36 098                                        | Відсоток жіночого населення, %                | 48,40  |
| Густота населення, ос./км²                    | Густота населення, ос./км²                    | Густота населення, ос./км²                    | Густота населення, ос./км²                    | 1,39   |
| Населення мікрорегіону в % до населення штату | Населення мікрорегіону в % до населення штату | Населення мікрорегіону в % до населення штату | Населення мікрорегіону в % до населення штату | 10,17  |

| Бразилія | Це незавершена стаття з географії Бразилії. Ви можете допомогти проєкту, виправивши або дописавши її. |